# Hyomys
Hyomys (Thomas, 1904) è un genere di Roditori della famiglia dei Muridi.

## Descrizione

### Dimensioni
Al genere Hyomys appartengono roditori di grandi dimensioni, con lunghezza della testa e del corpo tra 295 e 390 mm, la lunghezza della coda tra 256 e 381 mm e un peso fino a 945 g.

### Caratteristiche craniche e dentarie
Il cranio presenta un rostro largo e robusto, le creste sopra-orbitali ben sviluppate e la scatola cranica stretta. Il palato è stretto e corto. Le bolle timpaniche sono piccole ma leggermente rigonfie. Gli incisivi sono molto larghi, i molari hanno la corona elevata e le cuspidi modificate in lamine trasversali.
Sono caratterizzati dalla seguente formula dentaria:

### Aspetto
L'aspetto è quello di un grosso ratto con il corpo tozzo ricoperto da una pelliccia folta, ruvida e rigida. Il muso è corto ed ottuso, gli occhi sono grandi. Le orecchie sono relativamente corte e sono molto chiare. I piedi sono proporzionalmente corti e robusti. Le dita sono munite di possenti artigli, il pollice è munito di un'unghia appiattita. La coda è più corta della testa e del corpo, è quasi completamente priva di peli e rivestita di scaglie grandi e romboidali, con tre piccoli peli ciascuna. Le femmine hanno due paia di mammelle inguinali.

## Distribuzione
Sono roditori terricoli endemici della Nuova Guinea.

## Tassonomia
Il genere comprende 2 specie.
- Hyomys dammermani - Forme più piccole, privi di ciuffo bianco alla base di ogni orecchio.
- Hyomys goliath -Forme più grandi, con un ciuffo bianco alla base di ogni orecchio.